# Scandinavisk UFO Information
Lo Scandinavisk UFO Information (SUFOI) è un’associazione ufologica privata danese. Fu fondata nel dicembre 1957 da Hans Christian Petersen, maggiore dell'aeronautica militare danese. Un anno dopo la fondazione, il SUFOI cominciò a pubblicare la rivista UFO-Nyt (Notizie UFO).
Petersen aveva cominciato a interessarsi di UFO nel 1952 quando, ancora capitano, si era recato in USA per addestramento nella Wright-Patterson Air Force Base ed aveva constatato il coinvolgimento dell’USAF nel Progetto Blue Book. Nel 1965, in seguito a disaccordi con gli altri membri dell’associazione, si dimise per fondarne un'altra che chiamò IGAP (International Get Acquainted Program), mentre il SUFOI continuò la sua attività ponendosi l'obiettivo di studiare gli UFO senza promuovere o rigettare alcuna particolare teoria sulla loro natura e origine, dato che il fenomeno era di natura sconosciuta.
Tra le associazioni ufologiche private ancora in attività esistenti nel mondo, il SUFOI è una delle più longeve. Dal 1957 ha raccolto e studiato i dati relativi a circa 15.000 avvistamenti di UFO in Danimarca. Il 95% di essi è stato spiegato con fenomeni naturali o altre cause mondane; per i casi non spiegati, non sono emersi elementi attestanti la presenza di visitatori da altri pianeti.